# طاهر بشیر چیمه
چوهدری طاهر بشیر چیمه (اردو: چوہدری طاہر بشیر چیمہ؛ زادهٔ ۱۱ مهٔ ۱۹۶۰)، سیاست‌مدار اهل پاکستان، از حزب راست‌گرا و محافظه‌کار مسلم لیگ، و در حال حاضر، عضو مجلس ملی پاکستان است.